# Държавно устройство на Виетнам
Виетнам като форма на държавно управление е с еднопартийна система.

## Президент
Президента на Виетнам е държавен глава, той е отговорен за назначаването на министър-председателя и на кабинета измежду членовете на Народното събрание, се базира неговото решение по указания от парламента.

## Законодателна власт
Парламента на Виетнам е еднокамарен, състои се от 498 депутати, избирани за срок от 5 години.